# Purungueo
Purungueo är en ort i Mexiko.   Den ligger i kommunen Tiquicheo de Nicolás Romero och delstaten Michoacán de Ocampo, i den södra delen av landet, 180 km väster om huvudstaden Mexico City. Purungueo ligger 440 meter över havet och antalet invånare är 651.
Terrängen runt Purungueo är huvudsakligen kuperad. Purungueo ligger nere i en dal. Runt Purungueo är det glesbefolkat, med 11 invånare per kvadratkilometer. Närmaste större samhälle är Tiquicheo, 15,8 km sydost om Purungueo. I omgivningarna runt Purungueo växer huvudsakligen savannskog.